# Meghnad Saha

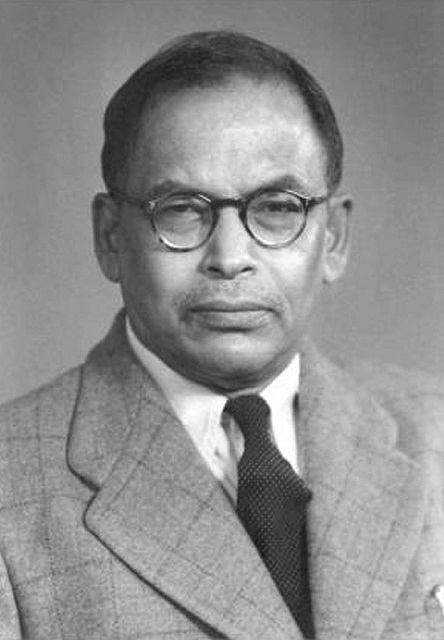
Meghnad Saha.

Meghnad Saha, född 6 oktober 1893 i Sheoratali i nuvarande Bangladesh, död 16 februari 1956 i Delhi, var en indisk astrofysiker. 
Saha var ledamot av Royal Society i London. År 1920 utvecklade han Saha-ekvationen för jonisering. Saha var professor vid Calcuttauniversitetet.
Meghnad Saha har fått månkratern Saha uppkallad efter sig. Den namngavs 1935 av International Astronomical Union.